# Eugène Cremmer
Eugène Cremmer (* 7. Februar 1942 in Paris; † 30. Oktober 2019 ebenda) war ein französischer theoretischer und mathematischer Physiker.

## Werdegang
Cremmer studierte 1962 bis 1966 an der École normale supérieure und machte 1967 an der Universität Paris-Süd  (Orsay, Labor für Hochenergiephysik) sein Diplom. 1970 promovierte er dort bei Michel Gourdin. Ab 1966 war er Forscher bei der CNRS (bis 1974 angesiedelt in Orsay), ab 1979 als Maitre de Recherche und ab 1989 als Forschungsdirektor. 1971/2 war er am CERN in der Theorieabteilung. Ab 1974 ist er am Labor für Theoretische Physik der École Normale Supérieure, von 2002 bis 2005 als Direktor.
Mit Bernard Julia und Joël Scherk konstruierte er 1978 die D = 11 Supergravitation. Kurz darauf konstruierte er mit Julia N = 8 Supergravitation  und untersuchte den Higgs-Mechanismus in der Supergravitation. Danach war er weiter in der Stringtheorie und Supergravitation aktiv. Zu seinen Interessen zählen unter anderem nichtkritische Stringtheorien und Quantengruppen in der Liouvilletheorie der zweidimensionalen Quantengravitation.
1983 erhielt er die Silbermedaille der CNRS und 1981 den Prix Thibault.

## Verweise
1. ↑  Eintrag zu Eugene Cremmer in Fichier des personnes décédées, abgerufen am 14. Juni 2020 (französisch).
2. ↑  Cremmer, Julia, Scherk Supergravity in 11 dimensions; Physics Letters B 76, 1978, S. 409
3. ↑  Cremmer, Julia N=8 supergravity 1. The Lagrangian, Physical Letters B 80, 1978, S. 48
4. ↑  Cremmer, Julia, Ferrara, Girardello, Peter van Nieuwenhuizen, Scherk Super Higgs-Effect in supergravity with general scalar interaction, Physics Letters, B 79, 1979, S. 231, dieselben: Spontaneous symmetry breaking and Higgs effect in supergravity without cosmological constant, Nuclear Physics B 147, 1979, S. 105

| Personendaten    | Personendaten                        |
| ---------------- | ------------------------------------ |
| NAME             | Cremmer, Eugène                      |
| KURZBESCHREIBUNG | französischer theoretischer Physiker |
| GEBURTSDATUM     | 7. Februar 1942                      |
| GEBURTSORT       | Paris                                |
| STERBEDATUM      | 30. Oktober 2019                     |
| STERBEORT        | Paris                                |